# Jörg Jará
Pour les articles homonymes, voir Jara.
Jörg Jará, né en 1959 à Flensbourg, est un ventriloque et comédien marionnettiste allemand.

## Carrière
Hans Jörg Putz, qui grandit à Flensbourg, traite déjà de la ventriloquie, des techniques vocales et de la magie dans sa jeunesse, après avoir obtenu son diplôme du Old High School à Flensbourg. Il a été fonctionnaire dans une maison de retraite. Il étudie l'économie et la psychologie à l'université de Kiel. Pendant ses études, il se donne le nom de scène Jörg Jará. En 1980, il écrit son premier dialogue de ventriloque et apparaît en tant que ventriloque dans une émission de la radio nord-allemande. En 1984, il est découvert par la direction du Hansa-Theater à Hambourg et décide de devenir ventriloque. Il se spécialisé dans les spectacles conçus pour les entreprises et les associations et a donné des représentations dans divers pays européens, à Hong Kong et sur le navire de croisière Europe. Il apparaît dans des productions de l'ARD, de la ZDF, de la NDR et du WDR. Jará participe également à diverses émissions de variétés en allemand.
Jörg Jará poursuit ses études en analyse transactionnelle, reprenant ainsi ses études de psychologie. Il travaille en tant que consultant et coach sur des sujets tels que la gestion constructives du trac. À partir de janvier 2013, il est en tournée avec son premier programme (Ich bin viele: Puppen-Comedy mit Jörg Jará). Son programme de théâtre Thérapie des marionnettes est créé en janvier 2018. Dans ce spectacle, Jörg Jará combine son métier de ventriloque avec son travail d'analyste transactionnel. Il vit aujourd'hui à Achterwehr.

## Publications
- (de) Ich bin viele, 2016, DVD.